# Завод азотних добрив Капуні
Завод азотних добрив Капуні — підприємство хімічної промисловості на Північному острові Нової Зеландії. Єдине підприємство азотної промисловості в історії країни.
Завод почав роботу в 1982 році. Він продукує аміак, який надалі використовується для виробництва карбаміду. В 1997-му внаслідок модернізації майданчик збільшив потужність на 30 % та наразі може випускати 265 тисяч тонн карбаміду на рік (730 тонн на добу).
Сировиною для виробництва аміаку є природний газ, який на момент запуску заводу міг надходити з розташованого побіч газопереробного заводу Капуні та по трубопроводу Франклей-Роад – Капуні (також можливо відзначити, що в 2000-х роках ввели в дію газопровід Купе – Хавера – Капуні, втім, він обслуговує відносно невелике родовище Купе). На рік завод потребує близько 190 млн м3 газу нормальної теплотворної здатності.
Карбамід отримують реакцією аміаку з діоксидом вуглецю, що також надходить з ГПЗ Капуні (газ родовища Капуні містить понад 40 % діоксиду вуглецю, а тому його вилучення є необхідним етапом підготовки).
Первісно проєктом опікувалась Petroleum Corporation of New Zealand (Petrocorp), що в 1988-му була приватизована та перетворена на Fletcher Challenge. Далі завод перейшов під контроль фермерського корпоративу BOP Fertiliser, а в 2001-му унаслідок злиття BOP Fertiliser з трьома придбаними нею компаніми виникла Ballance Agri-Nutrients Limited, що окрім майданчику в Капуні володіла суперфосфатними заводами в Маунт-Мангануї, Вангареї та Аваруа.